# العلاقات الجزائرية المجرية
العلاقات الجزائرية المجرية هي العلاقات الثنائية التي تجمع بين الجزائر والمجر.

## مقارنة بين البلدين
هذه مقارنة عامة ومرجعية للدولتين:
| وجه المقارنة                                              | الجزائر                      | المجر                                                       |
| --------------------------------------------------------- | ---------------------------- | ----------------------------------------------------------- |
| المساحة (كم2)                                             | 2.38 مليون                   | 93.04 ألف                                                   |
| عدد السكان (نسمة)                                         | 38.81 مليون                  | 9.78 مليون                                                  |
| الكثافة السكانية (ن./كم²)                                 | 16.31                        | 105.12                                                      |
| العاصمة                                                   | الجزائر                      | بودابست                                                     |
| اللغة الرسمية                                             | اللغة العربية، لغات أمازيغية | لغة مجرية                                                   |
| العملة                                                    | دينار جزائري                 | فورنت مجري                                                  |
| الناتج المحلي الإجمالي (بليون دولار)                      | 170.37 مليار                 | 139.14 مليار                                                |
| الناتج المحلي الإجمالي (تعادل القوة الشرائية) بليون دولار | 582.63 مليار                 | 260.42 مليار                                                |
| الناتج المحلي الإجمالي الاسمي للفرد دولار أمريكي          | 4.21 ألف                     | 12.36 ألف                                                   |
| الناتج المحلي الإجمالي للفرد دولار أمريكي                 | 14.19 ألف                    | 25.07 ألف                                                   |
| مؤشر التنمية البشرية                                      | 0.745                        | 0.828                                                       |
| رمز المكالمات الدولي                                      | +213                         | +36                                                         |
| رمز الإنترنت                                              | .dz                          | .hu                                                         |
| المنطقة الزمنية                                           | ت ع م+01:00                  | ت ع م+01:00، ت ع م+02:00، أوروبا/بودابست ‏، توقيت وسط أوروبا |

## منظمات دولية مشتركة
يشترك البلدان في عضوية مجموعة من المنظمات الدولية، منها:
| علم المنظمة | اسم المنظمة                               | تاريخ انضمام الجزائر | تاريخ انضمام المجر |
| ----------- | ----------------------------------------- | -------------------- | ------------------ |
|             | مؤسسة التنمية الدولية                     | 26 سبتمبر 1963       | 29 أبريل 1985      |
|             | يونسكو                                    | 15 أكتوبر 1962       | 14 سبتمبر 1948     |
|             | وكالة ضمان الاستثمار متعدد الأطراف        | 4 يونيو 1996         | 21 أبريل 1988      |
|             | الأمم المتحدة                             | 8 أكتوبر 1962        | 14 ديسمبر 1955     |
|             | الفريق المعني برصد الأرض                  | 2005                 | ?                  |
|             | الاتحاد البريدي العالمي                   | ?                    | ?                  |
|             | البنك الدولي للإنشاء والتعمير             | 26 سبتمبر 1963       | 7 يوليو 1982       |
|             | الاتحاد الدولي للاتصالات                  | 3 مايو 1963          | 1866               |
|             | منظمة حظر الأسلحة الكيميائية              | ?                    | ?                  |
|             | مؤسسة التمويل الدولية                     | 23 سبتمبر 1990       | 29 أبريل 1985      |
|             | المركز الدولي لتسوية المنازعات الاستشارية | 22 مارس 1996         | 6 مارس 1987        |
|             | منظمة التجارة العالمية                    | ?                    | 1995               |
|             | منظمة الشرطة الجنائية الدولية             | ?                    | ?                  |

## أعلام
هذه قائمة لبعض الشخصيات التي تربطها علاقات بالبلدين:
- عبد المالك سلال (سياسي، 1 أغسطس 1948 – )

## وصلات خارجية
- موقع وزارة الخارجية الجزائرية
- موقع وزارة الخارجية المجرية